# Каралич, Бошко
Бошко Каралич (серб. Бошко Каралић; 10 января 1919, Бистрица — 30 ноября 1987, Баня-Лука) — югославский военный деятель, участник Народно-освободительной войны Югославии. Народный герой Югославии. Подполковник ЮНА.

## Биография
Родился 10 января 1919 в Бистрице близ Приедора. Родом из бедной семьи. Из-за отсутствия средств не смог даже поступить в школу, вследствие чего с девяти лет трудился на полях. В 1940 году был призван в армию Королевства Югославия, параллельно работал батраком у разных землевладельцев. Служил в пехотном полку в Сине, в начале 1941 года был командирован на границу с Италией в Словению, где и встретил войну. После капитуляции Югославии бежал в Боснийскую Краину, но попал в плен к усташам и был помещён в концлагерь Керестинац близ Загреба, откуда сбежал через два месяца.
В июле 1941 года, когда в Козаре начались боевые действия, вместе со своим младшим братом вступил в партизанскую роту Милорада Миятовича. Поскольку половина солдат вообще не была вооружена, первые боевые действия ограничивались подрывами железных дорог и разрушениями линий коммуникаций, а также нападения на отдельные колонны, в ходе которых партизаны захватывали оружие и боеприпасы. Первые такие акции произошли на дороге Иваньска-Пискавица. В отряд вскоре стали вступать активно «бомбаши» — югославские ополченцы, которые закидывали бомбами и гранатами врагов. А вскоре отряду удалось раздобыть даже пулемёт и оснастить им команду. Отважные югославские партизаны проявили себя в битвах при Петровом Гае, Козараце и Гугуновой-Главице.
Когда 21 мая 1942 была сформирована 1-я краинская пролетарская ударная бригада, Бошко вошёл в её состав и участвовал в боях до конца войны в составе этой бригады. В качестве пулемётчика воевал близ Бранковаца и Пискавицы, близ Добрлина, Ключа и Саницы. Участвовал в битве за Козару, в ходе обороны Пискавицы лично с четырьмя бойцами уничтожил бункер усташей и захватил три пулемёта. Летом-осенью 1942 года участвовал в битвах за Купрес, Мрконич-Град, Яйце. В октябре 1942 года был принят в компартию Югославии и получил звание капрала НОАЮ.
В ходе Бихачской операции в ноябре 1942 года в битве за Нови-Град Каралич захватил в плен 30 усташей, а близ Приедора метким огнём убил 25 немецких солдат. В ходе борьбы в Восточной Боснии в 1943 году участвовал в битвах за Какню, Фойнице и Подлугови. В августе 1943 года его отряд совершил нападение на авиабазу в Райловце, уничтожив 34 самолёта усташей и люфтваффе. Также Бошко удалось отличиться в битве за железную дорогу Кремна-Биоска, близ Ужицы, когда он командовал ротой: он впервые руководил небольшим танковым отрядом партизан (трофейные немецкие танки) и вместе с этим отрядом с высокого холма обстрелял и уничтожил бункеры усташей и немцев.
Часто немцы сбрасывали бомбы, которые разрывались только спустя некоторое время. От одного из взрывов пострадал серьёзно и Бошко: эта бомба взорвалась у него в руках. Он был тяжело ранен, но отказался оставлять свой отряд и идти на лечение. В битве с чётниками близ Копаоника тяжелораненный Каралич сумел захватить в плен 12 человек, а в конце войны возглавил 1-ю конинскую бригаду 6-й ликской пролетарской дивизии имени Николы Теслы. Участвовал в прорыве Сремского фронта в апреле 1945 года. Уже после войны он занимал должность заместителя командира бригады, которая уничтожала несдавшихся коллаборационистов близ Сотина, Товарника, Малой-Вашицы и Шида. Решением Президиума Антифашистского вече народного освобождения Югославии от 25 сентября 1944 года был награждён Орденом народного героя и получил звание Народного героя Югославии. Также был награждён другими орденами. На пенсию вышел в 1955 году в звании подполковника. Успел проработать на разных должностях ЮНА. Скончался 30 ноября 1987 года в Баня-Луке.